# Leiuranus semicinctus
Leiuranus semicinctus is een straalvinnige vissensoort uit de familie van slangalen (Ophichthidae). De wetenschappelijke naam van de soort is voor het eerst geldig gepubliceerd in 1839 door Lay & Bennett.